# جيوفري كاي
جيوفري كاي (بالإنجليزية: Geoffrey Kaye)‏ هو طبيب أسترالي، ولد في 1903، وتوفي في 1986.